# Jodok Fink

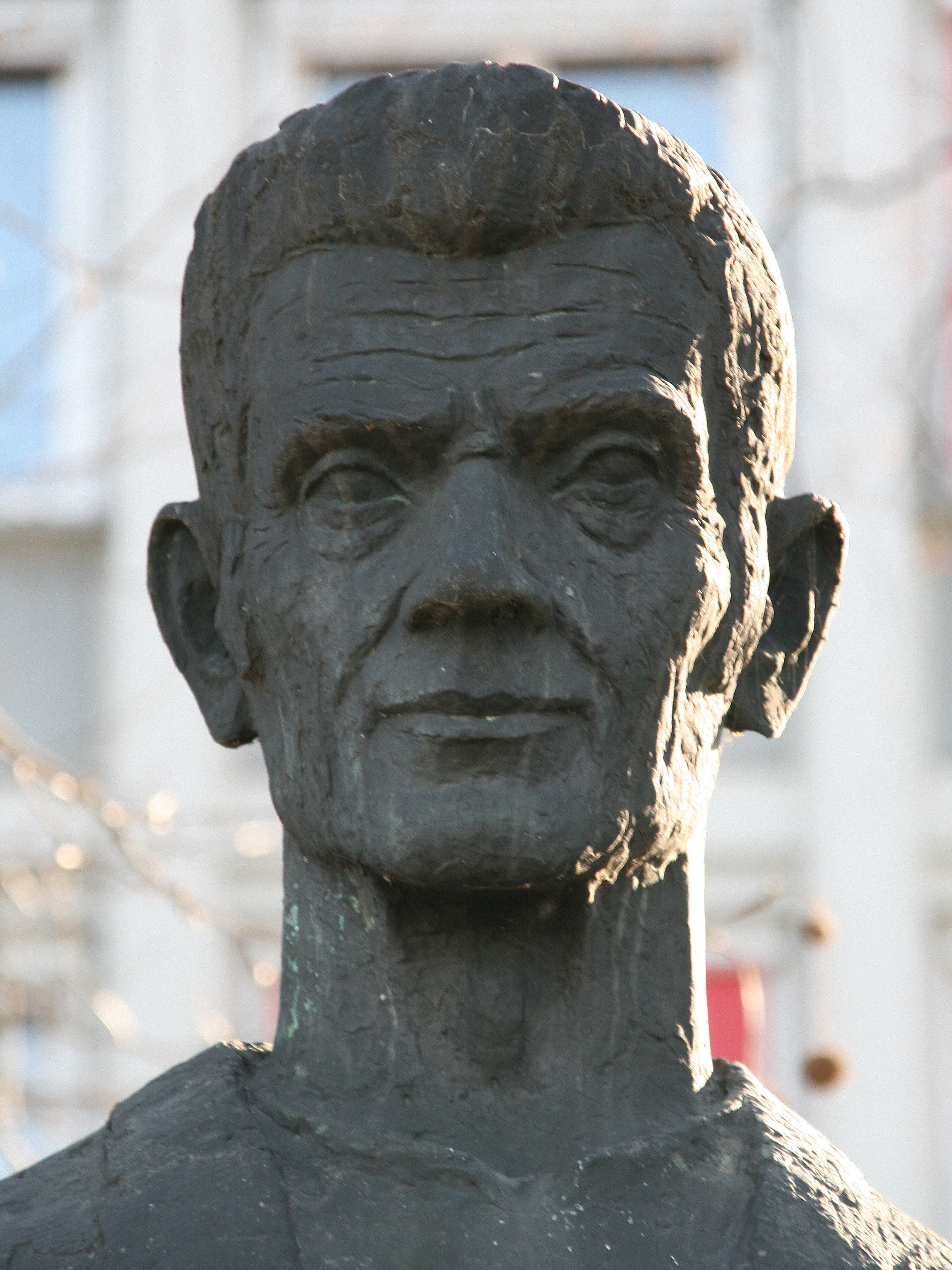
Porträtdenkmal in Bregenz, von Emil Gehrer (1957)

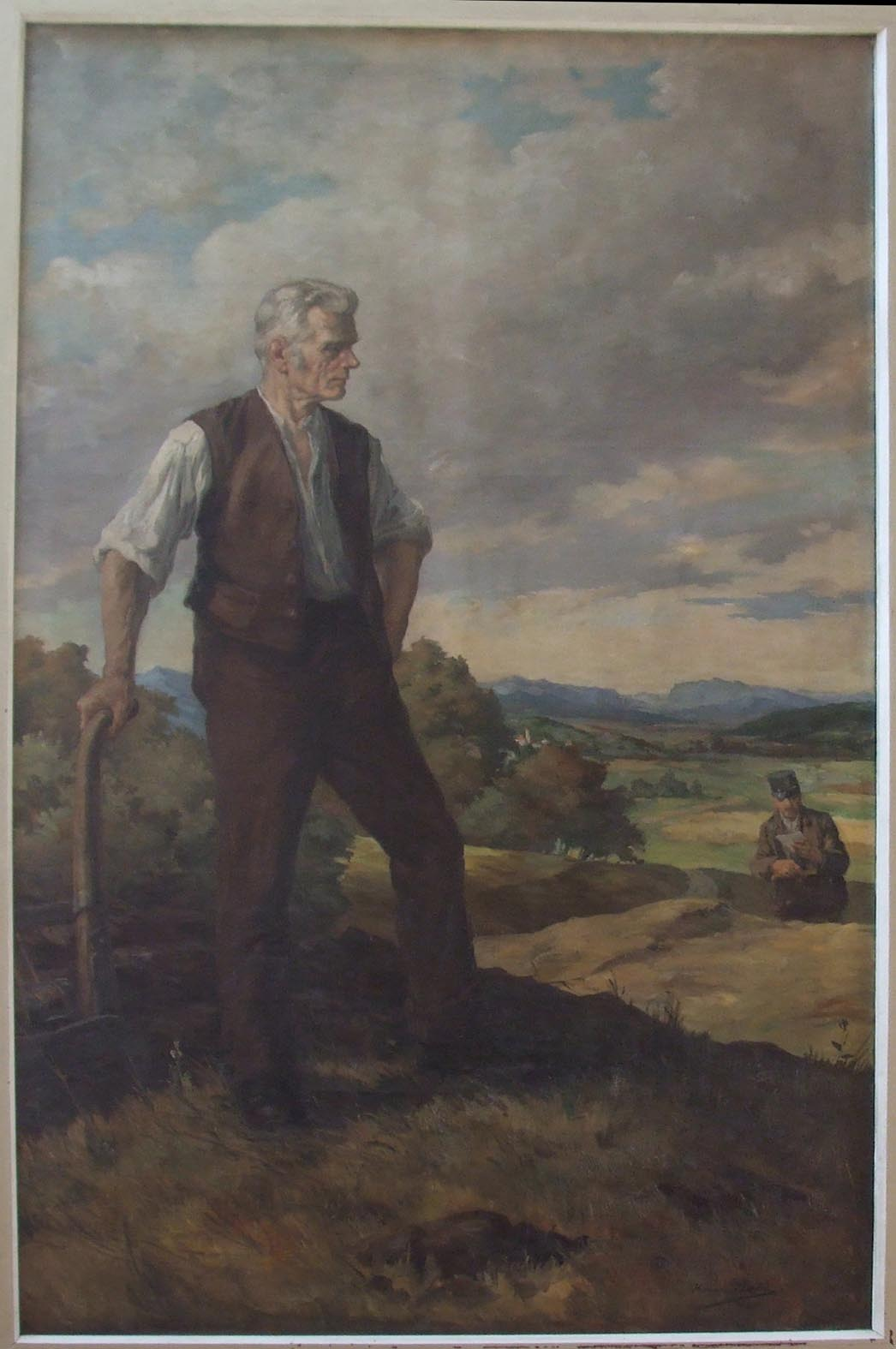
Porträt Die Berufung im Andelsbucher Rathaus, von Hans Bertle (1920)

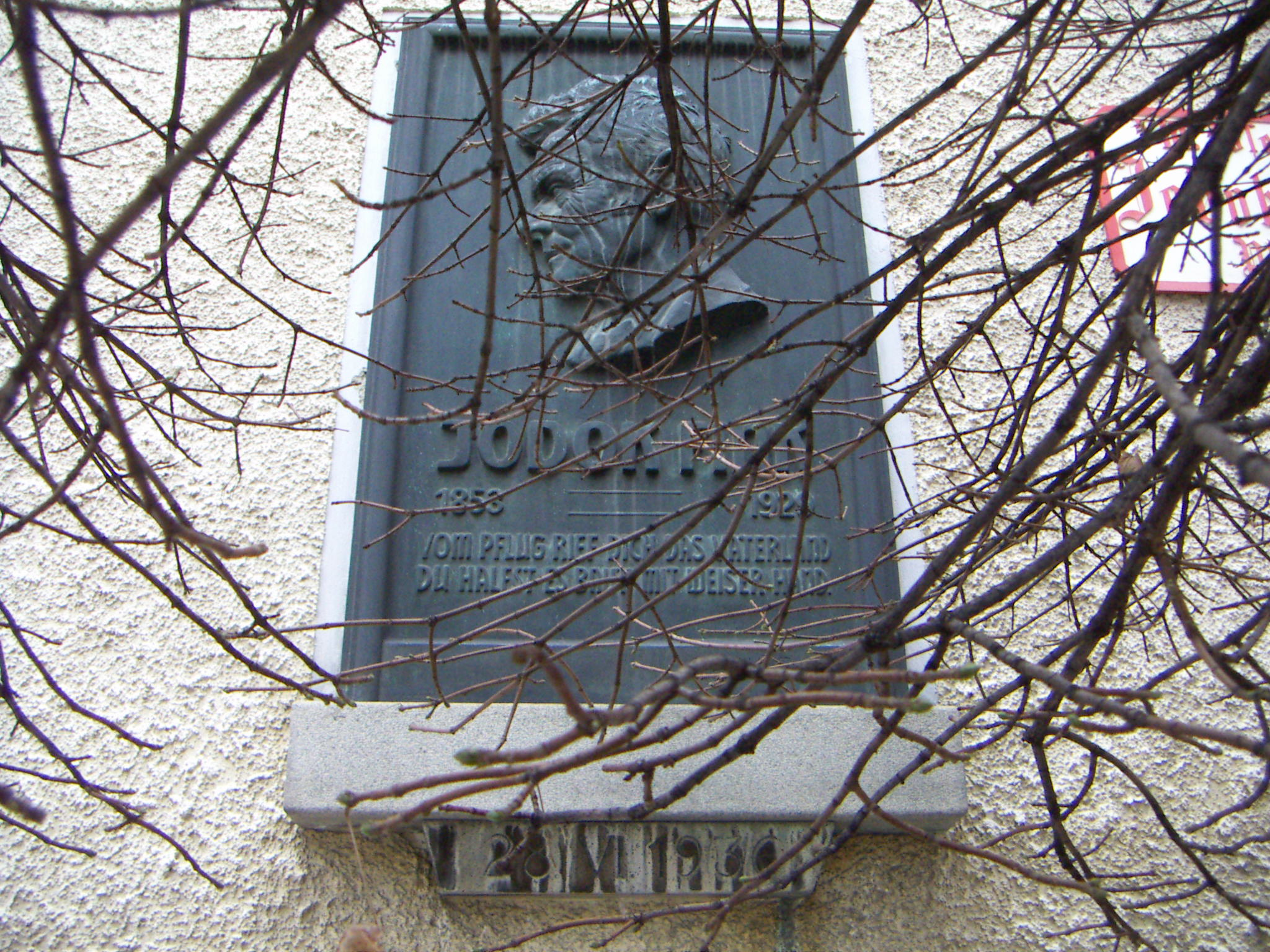
Gedenktafel am Jodok-Fink-Platz in Wien

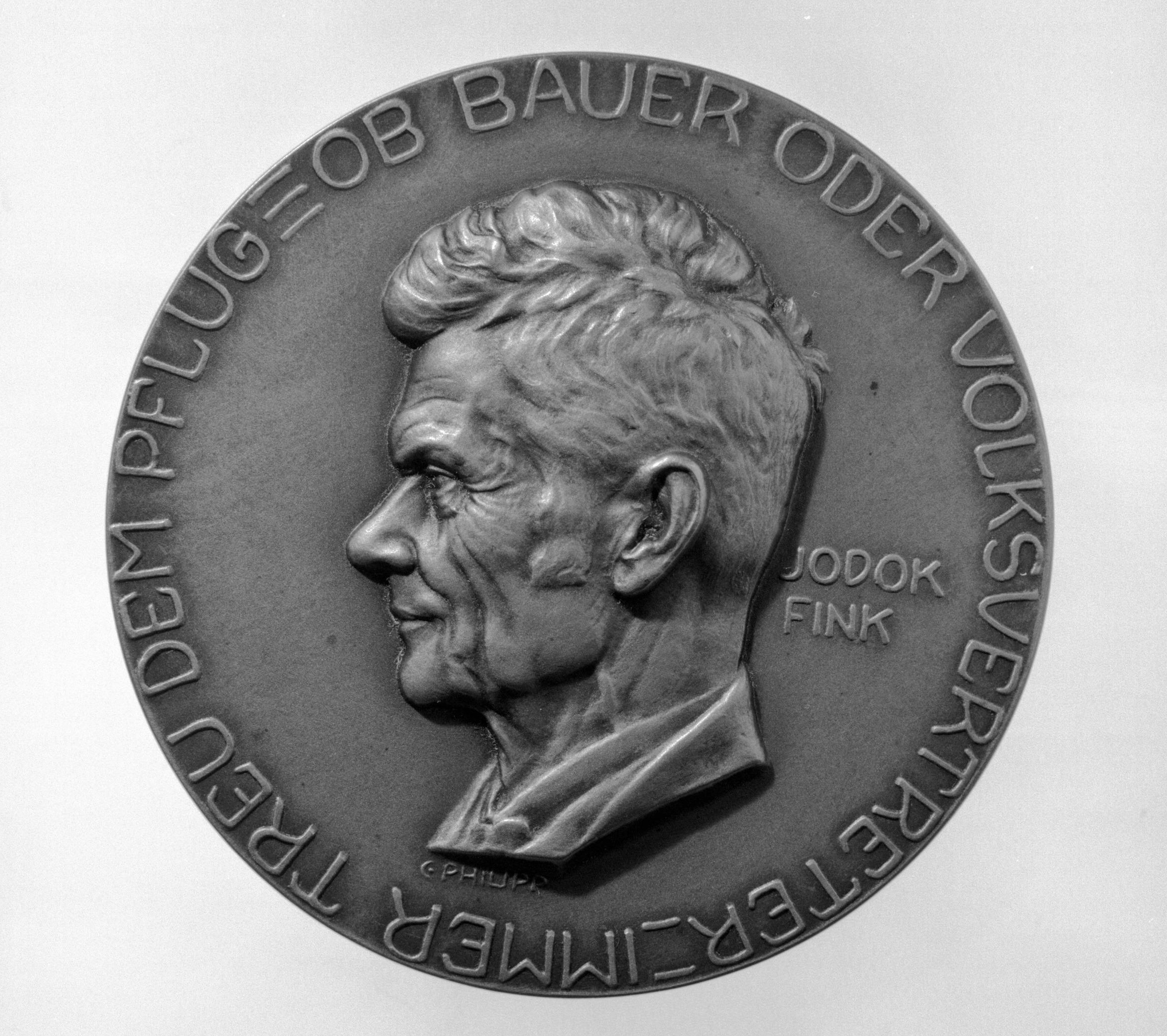
Jodok-Fink-Medaille

Jodok Fink (* 19. Februar 1853 in Andelsbuch; † 1. Juli 1929 ebenda) war ein österreichischer Landwirt und Politiker (CS).

## Leben
Jodok Fink wurde am 19. Februar 1853 als neuntes Kind einer Bregenzerwälder Bauernfamilie in Andelsbuch geboren. Alle seine älteren Geschwister waren bereits vor seiner Geburt gestorben, sodass nur er und sein jüngerer Bruder Alois das Erwachsenenalter erreichten. Sein Vater starb, als Fink vier Jahre alt war. Seine Mutter heiratete ein zweites Mal, als er zehn Jahre alt war. Mit 15 Jahren besuchte Fink das Gymnasium in Brixen, das er trotz hervorragender Schulnoten nach nur einem Jahr abbrach, um in der elterlichen Landwirtschaft mitzuarbeiten. 1886 heiratete Fink im Alter von 33 Jahren die um sechs Jahre jüngere Maria Katharina Meusburger. Aus der Ehe gingen zwölf Kinder hervor, von denen jedoch fünf vorzeitig verstarben.
Neben seiner Tätigkeit als Landwirt machte Fink politische Karriere in der Donaumonarchie und spielte bei der Gründung des Nachfolgestaates Deutschösterreich eine zentrale Rolle. In der bewegten Frühzeit der 1. Republik trat Fink in seiner Regierungsfunktion als Vizekanzler neben Staatskanzler Karl Renner als Mann des Ausgleichs zwischen der Christlichsozialen und der Sozialdemokratischen Partei auf.
Anlässlich seines Todes im Alter von 76 Jahren würdigte die „Kölnische Volkszeitung“ Finks Leben: „Immer, wenn Verständigung mit dem Gegner notwendig wurde, schickte man Fink voran. Ein Protokoll, unter dem sein Name stand, war nach rechts wie links gesichert. Allein das Anschauen dieses bis in die letzten Jahre hellen Bauerngesichts ließ eine menschliche Brücke zwischen den Anschauungen als möglich erscheinen.“
Jodok Fink ist auf dem Friedhof von Andelsbuch begraben. Sein Grabmal wurde vom Architekten Alfons Fritz, ebenfalls in Andelsbuch geboren, geschaffen.

## Leistungen

### Gemeindepolitik
Das politische Geschehen im Bregenzerwald wurde zu Finks Jugendzeit von der Katholisch-Konservativen Partei dominiert. Fink erwarb sein politisches Handwerkszeug im „Katholisch-Konservativen Kasino“ – einer parteipolitischen Einrichtung und Volksbildungsanstalt – im benachbarten Egg. Ab 1879 begann Finks politische Tätigkeit auf lokaler Ebene. Er wurde mit 26 Jahren in den Gemeindeausschuss seiner Heimatgemeinde Andelsbuch gewählt. Fink war als Gemeindemandatar erfolgreich auf dem Gebiet der Grundsteuerregulierung tätig und profilierte sich erstmals als Sachpolitiker. Ab 1882 war er Mitglied des Gemeindevorstandes und ab 1888 bekleidete er das Amt des Gemeindevorstehers. Von 1888 bis 1897 war er Bürgermeister der Gemeinde Andelsbuch.
Neben der Wahrnehmung seiner politischen Ämter zeigte sich Fink als fortschrittlicher Landwirt, begründete 1888 die Viehzuchtgenossenschaft Andelsbuch und legte einen Zuchtgarten für Obstbäume sowie eine Kunstwiese für den Getreideanbau an. Im „Katholisch-Konservativen Kasino für Egg und Umgebung“ war Fink ab 1890 in Funktionen als Vorstand und Verwaltungsrat tätig. Im Kasino gingen Finks Leidenschaften für Politik und Fragen der Landwirtschaft nahtlos ineinander über: Neben seiner Leitungsfunktion referierte er 1888 über moderne Methoden des Obstbaus. 1928 gründete er gemeinsam mit seinem Sohn Anton (1890–1966) die Genossenschaft Alma.

### Landespolitik
Im ausgehenden 19. Jahrhundert gewannen die Soziale Frage und der Nationalismus an Bedeutung und führten zur Bildung neuer politischer Gruppierungen. Auch im Katholisch-Konservativen Lager Vorarlbergs tobten Richtungskämpfe zwischen gemäßigten und radikal-konservativen Gruppierungen. Die Streitfrage der politischen Autorität der „hohen Geistlichkeit“ drohte das konservative Lager zu spalten. Pius Mätzler, Pfarrer von Sulzberg und Finks Onkel, war am 22. Mai 1890 an der Teilnahme an der Versammlung für die Bestellung des Konservativ-Katholischen Landtagswahlkomitees für die Wahl zum Landtag verhindert. Er bat Fink, ihn bei dieser kontroversen Sitzung zu vertreten. Fink gelang es, mit einem Kompromissvorschlag für ein Wahlkomitee die entfremdeten Gruppierungen innerhalb der Katholisch-Konservativen zu einigen und so eine gemeinsame Kandidatur sicherzustellen.
Er kandidierte auf Wunsch der radikal-konservativen Fraktion für den Landtag und wurde 1890 Landtagsabgeordneter und Ersatzmann des Landesausschusses. Fink, der vermeintlich politisch unerfahrene Bauer, legte so das Fundament für eine Neuorientierung der Katholisch-Konservativen Partei seines Heimatlandes, die schließlich 1893 in der Gründung des politisch gemäßigten Christlich-Sozialen Volksvereines in Vorarlberg mündete. Fink war ab 1893 Ausschussmitglied der neu gegründeten Partei. Landwirtschaftliche und Soziale Fragen bildeten die Schwerpunkte der Tätigkeit Finks auf Landesebene. Er initiierte 1899 die Errichtung einer Lehr- und Mustersennerei in Doren und engagierte sich besonders für den Bau der Bregenzerwaldbahn sowie für die Gründung einer Landes-Hypothekenbank.

### Reichsrat
1897 wurde Fink Mitglied des Abgeordnetenhauses des Österreichischen Reichsrates. Er blieb zunächst parteifreier Abgeordneter, der sich zwar zu den ungestümen, antisemitisch und antiliberal gefärbten Christlich Sozialen (CS) unter Karl Lueger bekannte, aber erst vier Jahre später nach den Neuwahlen im Jahr 1901 deren Klub beitrat. Er wurde Berater von Albert Gessmann und Karl Lueger. Nach dem Tod Luegers im Jahr 1910 verschoben sich die Kräfte innerhalb der CS zugunsten des ländlichen Raumes und Fink rückte in der Führungsspitze vor. Von 1914 bis 1918 war Fink Direktor des k.k. Amtes für Volksernährung und trug die Verantwortung für die Lebensmittelversorgung der Bevölkerung während des Krieges.

### Erste Republik
Die Österreichisch-Ungarische Monarchie zerfiel im Oktober 1918. Kaiser Karl I. rief in seinem Völkermanifest die Nationalitäten der cisleithanischen Reichshälfte zur Bildung von Nationalräten auf, die mit seiner Regierung die Neuordnung Österreichs beraten sollten; die Nationalitäten verstanden dies als Anstoß dazu, sich vom Kaiser und seiner Wiener Regierung völlig unabhängig zu machen.
Johann Nepomuk Hauser, der Klubobmann der Christlichsozialen Partei, war just während der entscheidenden Tage erkrankt, und Fink sprang als sein Stellvertreter in die Bresche. Am 21. Oktober 1918 wurde er per Akklamation zu einem der drei gleichberechtigten Präsidenten der Provisorischen Nationalversammlung für Deutschösterreich gewählt, trat aber noch vor der nächsten Sitzung zurück, bei der am 30. Oktober 1918 Hauser in diese Funktion gewählt wurde.
Fink blieb aber im Präsidium des Staatsrates, der am 30. Oktober die Staatsregierung Renner I, die erste Regierung Deutschösterreichs, einsetzte und die Ausrufung der Republik am 12. November 1918 vorbereitete. Die Überlebensfähigkeit des kleinen deutschsprachigen Nachfolgestaates der Monarchie, der seine Agrargebiete in Ungarn und seine Industriezentren in Böhmen und Mähren verloren hatte, wurde von der Politik der Siegermächte des Ersten Weltkriegs massiv in Frage gestellt: Der Rest ist Österreich. Fink trat als Verfechter der Eigenstaatlichkeit Österreichs gegen den am 12. November 1918 beschlossenen Beitritt von Deutschösterreich zum Deutschen Reich auf.
Bei den Wahlen zur konstituierenden Nationalversammlung am 16. Februar 1919 unterlagen die Christlichsozialen knapp den Sozialdemokraten unter Karl Renner. Fink konnte seine Partei nach einem harten Richtungsstreit in eine große Koalition mit den Sozialdemokraten (Staatsregierung Renner II) führen, um ein „Notdach“ für das labile Staatsgebilde zu zimmern. Fink wurde neben Staatskanzler Renner Vizekanzler der jungen Republik. Er nahm die Staatsagenden in Wien wahr, während der Kanzler von Mai bis September 1919 die Friedensverhandlungen in St. Germain führte.
Ab Oktober 1919 übernahm er die Funktion des Klubobmannes der Christlichsozialen Partei. Die große Koalition war in der Christlichsozialen Partei stark umstritten. Fink gab beim Parteitag am 29. Februar 1920 pragmatisch zu bedenken: „Eine Koalition ist ein Übel; denn die Parteien können in einer solchen nicht ihre grundsätzliche Politik ausüben, sondern nur verwaschene Kompromisspolitik. Höher aber als die Parteipolitik musste uns stehen, Volk und Staat vor größerem Unglück zu bewahren und den Versuch zu machen, sie aus dem Elend herauszuführen.“ Die großkoalitionäre Staatsregierung Renner III von 1919/20 mit Fink als Vizekanzler konnte eine unblutige politische und soziale Revolution und eine Entfeudalisierung des Landes durchführen und legte so den Grundstein für das moderne Österreich.
Im Juni 1920 zerbrach die große Koalition und wurde vom Übergangsproporzkabinett Staatsregierung Mayr I (ohne Fink) abgelöst, dem alle drei politischen Lager angehörten. Bei der ersten Nationalratswahl in Österreich 1920 vom 17. Oktober siegte die Christlichsoziale Partei, errang aber nicht die absolute Mehrheit. Das Minderheitskabinett Mayr II war auf die Unterstützung der Großdeutschen angewiesen; die Sozialdemokraten befanden sich in Opposition. Der gewesene Großkoalitionär Fink war in einer Regierungsfunktion nicht mehr erwünscht und konzentrierte sich auf seine Funktionen als Klubobmann der Christlich-Sozialen und als Nationalratsabgeordneter. Die folgenden Jahre waren von wirtschaftlichen Nöten geprägt, begleitet von häufigen, aber nur im konservativen und deutschnationalen Lager stattfindenden Regierungswechseln, wechselnden parlamentarischen Mehrheiten und politischer Radikalisierung (Justizpalastbrand). Fink zog die Fäden im Hintergrund und galt bis zu seinem Tod 1929 als „Ministermacher“ und „Brückenbauer“ über alle ideologischen Grenzen hinweg.

### Land Vorarlberg
In den Revolutionstagen des Herbst 1918 ging Finks Heimatland Vorarlberg einen Sonderweg. Fink überzeugte Otto Ender, den Landesparteiobmann der CS, von der Notwendigkeit, Vorarlberg aktiv in die Republik zu führen. Die Landesversammlung vom 3. November 1918 beschloss ganz im Sinne Finks: „Vorarlberg ist ein eigenes selbständiges Land im Rahmen des deutschösterreichischen Staates.“ Da auch in Vorarlberg die Überlebensfähigkeit von Deutsch-Österreich in Frage gestellt wurde, bildete sich rasch eine Bürgerbewegung mit dem Ziel des Anschlusses an die stabile und prosperierende Schweiz. Fink stand diesen Tendenzen ablehnend gegenüber, da sie eine weitere Schwächung Deutsch-Österreichs bedeutet hätten.
Nach einer Volksabstimmung mit einer Zustimmung von 80 Prozent für Anschlussverhandlungen mit der Schweiz bot er seinen Rücktritt als Abgeordneter an.
Die Leitung der Landespartei sprach ihm jedoch das Vertrauen aus. Der Anschluss Vorarlbergs an die Schweiz scheiterte am mangelnden Durchsetzungsvermögen der Befürworter in Vorarlberg und in der Schweiz. Das „Anschlussverbot“ im Friedensvertrag von St. Germain beendete die Vorarlberger Anschlussbewegung an die Schweiz. Als Folge der Hyperinflation des Jahres 1919 verteuerten sich Lebensmittellieferungen aus der Schweiz stark. Ab April erfolgten schließlich gar keine Lebensmittellieferungen mehr und es wurden Hungersnot und Unruhen in Vorarlberg befürchtet. Aufgrund einer Initiative Finks wurden zwei Tage vor der Landtagswahl durch das Finanzministerium unter Josef Schumpeter die erforderlichen Zahlungen an die Schweiz geleistet und so die Ernährung der Bevölkerung im krisengeschüttelten Vorarlberg sichergestellt.

## Auszeichnungen
- 1900 Goldenes Verdienstzeichen mit der Krone
- 1904 Ehrenbürger von Bizau
- 1906 Orden der Eisernen Krone III. Klasse
- 1913 Ehrenbürger von Andelsbuch
- 1913 Komturkreuz des Franz-Joseph-Ordens
- 1917 Stern zum Komturkreuz des Franz-Joseph-Ordens
- 19?? Kriegszivilverdienstkreuz II. Klasse
- 1925: Ehrendoktorwürde der Universität Innsbruck.
- 1929: Jodok-Fink-Platz vor der Piaristenkirche in Wien-Josefstadt.
- 1957: Jodok-Fink-Denkmal in Bregenz
- Jodok-Fink-Straßen gibt es in Bregenz, Dornbirn und Salzburg.